# Нафта загущена
Нафта загущена (рос. нефть загущенная; англ. thickened oil; нім. konzentriertes Erdöl n) — рідина глушіння свердловини на основі нафти, для регулювання в'язкості і фільтрації якої використовують додатки бітумів, асфальтенів, інших органічних колоїдів і яка застосовується на родовищах з аномально низькими пластовими тисками. Нафта не повинна містити домішок, які можуть спричинити зменшення проникності пластів. Рецептура загущення нафти може бути такою: гудрони рослинних і тваринних жирів — 2-4 %, каустична сода (каустик) — 1-2 %, нафта — 97-94 %.
Загущення і структуроутворення нафти здійснювали натрієвими милами жирних або нафтенових кислот. Така рідина глушіння містить 95 % безводної нафти розгазованої, 4 % суміші гудронів рослинних і тваринних жирів (або СМАД-1) і 1 % каустичної соди NaOH. Вона характеризується такими технологічними властивостями: густина 940—960 кг/м³, умовний коефіцієнт в'язкості 70-75 с, статична напруга зсуву (СНЗ) 1-3 мПа, величина водовіддачі 6-8 см³/30 хв. Компоненти змішують на поверхні і багатократно пропомповують суміш через свердловину, підготовлену до ремонту. Підвищена температура у свердловині і рух рідини забезпечують рівномірний розподіл компонентів в її об'ємі і омилення кислот протягом 2-3 циклів. Навіть після 2-3 місяців діяння на пласт така загущена нафта не погіршує його колекторських властивостей. Таку рідину можна неодноразово використовувати.